# 木賊温泉

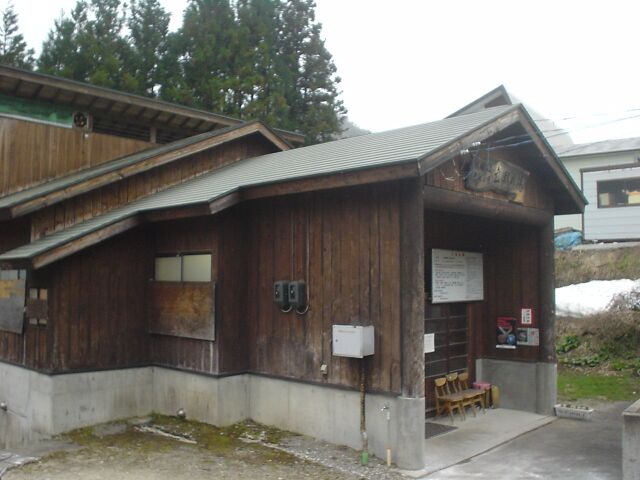
共同浴場広瀬の湯

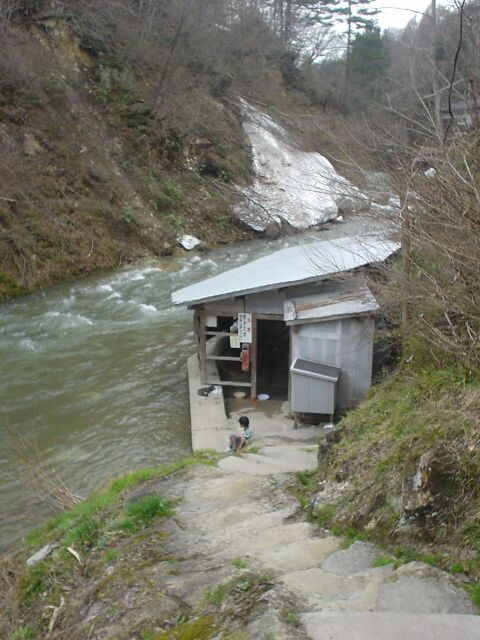
河原の共同浴場

木賊温泉（とくさおんせん）は、福島県南会津郡南会津町（旧国陸奥国、明治以降は岩代国）にある温泉。平安時代から続く秘湯。標高795メートルに位置。

## 概要
発見され約1000年が経つといわれ、古くより“会津の隠れ湯”と呼ばれていた。温泉の名は植物の木賊が群生していたことに由来する。川床から湧く露天風呂が渓流沿いにある。数軒の旅館、民宿が散在する。2件の共同浴場のうち西根川沿いの「岩風呂」は2017年10月23日台風21号による大雨で西根川が氾濫し湯小屋が崩壊したが、同年11月17日完全復興した。
2018年10月1日台風24号による大雨で上流の砂防ダムが決壊し、西根川全体に大量の砂が流入したことで川底が浅くなり、湯船も埋るが同年11月4日に再開した。対岸の岩には洪水時の水位が赤ペンキで記されている。
2019年10月12日令和元年東日本台風（台風19号）による大雨により岩風呂が倒壊したが、2019年12月2日に湯小屋なしの岩風呂のみで仮復旧したが、2020年1月28日の大雨による土砂流入により再度閉鎖となっている。。
2020年3月19日湯小屋なしにて仮復旧した。

## 泉質
- 単純硫黄泉
- 単純温泉

※無色透明

## 温泉街
奥会津の山深くに、旅館・民宿が数軒、及び2軒の共同浴場が存在する。民宿の中には自前の温泉施設を持たず、共同浴場を利用する施設もある。
2軒の共同浴場のうち、西根川沿いの混浴露天風呂、「岩風呂」がよく知られる。水害により何度も建物が倒壊し、その都度、地元のみならず遠方からも寄付が集まり再建された。湯小屋の壁には、寄付をした人々の名札が並ぶ。その他、内湯の共同浴場、「広瀬の湯」16：00～19：00（水曜定休日）がある。

## 歴史
開湯は約1000年前とされる。

## 作品の舞台
つげ義春の漫画『会津の釣り宿』で、ラストシーンに木賊温泉の露天風呂が描かれている。作中では、1970年（昭和45年）に玉梨温泉を訪問するが、台風被害のため目的の温泉宿に宿泊できずに、台風のために露天風呂ができたという上流の民宿に泊まったところ、旅こころをくじかれる思いをし、気分直しに木賊温泉へ赴いたとある。5月27日であった。

## 交通アクセス
- 自動車

東北自動車道 西那須野塩原IC下車、国道400号を経由し尾瀬方面へ約90分。
- 公共交通

会津鉄道・野岩鉄道 会津田島駅もしくは会津高原尾瀬口駅より予約制乗合タクシー「んだべぇタクシー（舘岩地区）」を利用。
かつては木賊温泉まで会津バスによる路線バスが運行されていたが、2012年3月31日を以て廃止された。

## 周辺
- 湯ノ花温泉
- 小豆温泉
- 前沢曲家集落